# 엑서지
엑서지(exergy, Φ)는 주어진 장치가 주위와 상호작용하며 과정의 끝 상태가 {\displaystyle P0,T0}일 때 그 장치로부터 얻어 낼 수 있는 가용 일이다. 즉,
{\displaystyle \phi =W_{out}}, 주위는 {\displaystyle P_{0},\ T_{0}}상태
이다. 이 일은 가역 일과 밀접하게 관련된다.
그림1의 간단한 상황을 살펴보자. 온도가 일정한 매우 큰 저장조로부터 에너지인 열 {\displaystyle Q}가 전달된다. 최대 일은 가역 열기관에서 얻을 수 있다. 시스템이 주위와 상호작용하므로 일정 온도 {\displaystyle T0}인 주위가 또 다른 에너지 저장조가 될 수 있다. 두 저장조의 온도가 일정하므로 열기관은 카르노 사이클로 운전되며 일은 다음과 같다.
에너지: {\displaystyle W_{revHE}=Q-Q_{0}}
엔트로피: {\displaystyle {\frac {Q}{T}}-{\frac {Q_{0}}{T_{0}}}}

그림 1 온도가 일정한 에너지원

따라서
{\displaystyle \phi _{QT}=W_{revHE}=Q\left(1-{\frac {T_{0}}{T}}\right)}
이다. 열전달의 일부 만이 일로 바뀌며, 그 일부가 {\displaystyle Q}의 엑서지 가치이다. 이는 카르노사이클효율에 {\displaystyle Q}를 곱한 것과 같다. 그림2의 T-s선도에 에너지를 나누어 나타내었다. 음영 면적 전체가 열 {\displaystyle Q}이다. 열 {\displaystyle Q}중 온도 {\displaystyle T0}아랫부분은 열기관에 의해 일로 변환될 수 없으므로 버려지는, {\displaystyle Q}의 비가용 부분이다.
다음으로 그림3과 같은 간단한 열교환기가 있다. 일정한 압력의 열원으로부터 열 {\displaystyle Q}가 전달된다는 점을 제외하고 이전과 같은 상황이다. 앞에서 사용한 한 개의 카르노 사이클을 여러 대의 카르노 사이클 열기관으로 대치하여야 하며, 그 결과는 그림3-(b)와 같다. 두 예의 다른 점은 {\displaystyle \Delta S}에 해당하는 적분해야 한다는 것이다.

| {\displaystyle \int {\frac {\delta Q_{rev}}{T}}={\frac {Q_{0}}{T_{0}}}} | \| \| \| \| \| \| \| \| | (1) |
|                                                                         |                         |     |
|                                                                         |                         |     |
제1 법칙에 대입하면 다음과 같다.
{\displaystyle \phi _{QT}=W_{revHE}=Q-T_{0}\Delta S}

그림 2 온도가 일정한 에너지원에 대한 선도
그림 3 온도가 변하는 에너지원

위 식의 ΔS에는 일반적인 부호의 약속을 적용하지 않고 있다. ΔS는 그림3에 나타낸 엔트로피 변화량에 해당한다. 전체 에너지 Q    중에서 가용 부분은 식(1)으로 결정된다. 이 상황에서 일을 생산하는 데 이용할 수 없는 에너지 부분은 그림3에서 T0 아래의 면적이다.
지금까지 여러 다른 열원에서 열을 받는 단순 열기관 사이클을 알아보았다. 이제는 일반적인 검사 체적에서 일어나는 실제 비가역 과정을 해석하기로 한다.
그림4 비가역 과정이 있는 실제 검사 체적

그림4의 실제 검사 체적에 저장항을 포함하여 질량 전달과 에너지 전달을 나타내면 이 검사 체적에 대한 연속 방정식, 에너지 식, 엔트로피 식이며 각각 다음과 같다.

| {\displaystyle {\frac {dm_{C.V.}}{dt}}=\sum {\dot {m}}_{i}-\sum {\dot {m}}_{c}} | \| \| \| \| \| \| \| \| | (a) |
|                                                                                 |                         |     |
|                                                                                 |                         |     |

| {\displaystyle {\frac {dE_{C.V.}}{dt}}=\sum {\dot {Q}}_{j}+\sum {\dot {m}}_{i}h_{i}-\sum {\dot {m}}_{c}h_{c}-{\dot {W}}_{C.V.ac}} | \| \| \| \| \| \| \| \| | (b) |
| |                         |     |
| |                         |     |

| {\displaystyle {\frac {dS_{C.V.}}{dt}}=\sum {\frac {{\dot {Q}}_{j}}{T_{j}}}+\sum {\dot {m}}_{i}s_{i}-\sum {\dot {m}}_{c}s_{c}-{\dot {S}}_{genac}} | \| \| \| \| \| \| \| \| | (c) |
| |                         |     |
| |                         |     |
우리는 이 실제 과정의 비가역 정도를 에너지로 표현하여 계량하는 수단을 도입하고자 한다. 그 방법은 가역 과정만이 있는 이상적인 검사 체적과 비교하는 것이다. 실제 검사 체적에 대응하는 이 이상적인 검사 체적은 가능한 한 여러 가지 면에서 실제 검사 체적과 같아야 한다. 저장항(각 식의 좌변항)이 같고, 온도 Tj에서 열전달 Qj가 같으며, 같은 상태에서 질량 유량이 같아서 식 (b)와 (c)에서 앞의 네 개 항이 같아야 한다. 차이가 있다면, 식 (c)의 실제 엔트로피 생성항은 양수이지만, 이상적인 (가역) 엔트로피 생성 항은 0이다. 따라서(등호를 유지하기 위해) 식 (c)의 마지막 항을 양의 가역 엔트로피 플럭스로 대체하여야 하며, 엔트로피를 증가시킬 수 있는 유일한 가역 과정은 유입 열전달이므로 온도 T0의 주위로부터 열전달 Q0rev이있다고 가정한다. 이상 검사 체적에 대한 에너지 식에도 이 열전달 Q0rev이 나타나야 하며, 이 열전달과 실제일을 더한 것이 가역 일과 같아야 한다. 식 (b), (c)의 실제 검사 체적에 대한 항들을 이상 검사 체적에 대한 항들과 비교하면 다음과 같다.
실제 검사 체적 항        이상 검사 체적 항

| {\displaystyle {\dot {S}}_{genac}={\frac {{\dot {Q}}_{0}^{rev}}{T_{0}}}} | \| \| \| \| \| \| \| \| | (d) |
|                                                                          |                         |     |
|                                                                          |                         |     |

| {\displaystyle -{\dot {W}}_{C.V.ac}={\dot {Q}}_{0}^{rev}-{\dot {W}}^{rev}} | \| \| \| \| \| \| \| \| | (e) |
|                                                                            |                         |     |
|                                                                            |                         |     |
식 (d)에서 엔트로피 생성항과 엔트로피 플럭스가 같으므로

| {\displaystyle {\dot {Q}}_{0}^{rev}=T_{0}{\dot {S}}_{genac}} | \| \| \| \| \| \| \| \| | (f) |
|                                                              |                         |     |
|                                                              |                         |     |
이고, 식 (e)로부터 가역일은 다음과 같다.

| {\displaystyle {\dot {W}}^{rev}={\dot {W}}_{C.V.ac}+{\dot {Q}}_{0}^{rev}} | \| \| \| \| \| \| \| \| | (g) |
|                                                                           |                         |     |
|                                                                           |                         |     |
실제 검사 체적이 단열일지라도 이상 검사 체적에는 주위로부터의 열전달이 있다. 실제 검사 체적이 가역일 때만 이 열전달이 0이고 두 검사 체적은 동일하다.
가역일을 실제 검사 체적의 유동과 플럭스를 이용하여 나타내기 위해 식 (c )를 풀어서 엔트로피 생성률을 구하고, 그것을 식 (f)에 대입한 결과를 식 (g)에 적용한다. 또한 실제일을 에너지 식 (b)에서 구하여 식 (f)에 적용하면, 가역일은 다음과 같다.
{\displaystyle {\begin{aligned}{\dot {W}}^{rev}&={\dot {W}}_{C.V.ac}+{\dot {Q}}_{0}^{rev}\\&=\sum {\dot {Q}}_{j}+\sum {\dot {m}}_{i}h_{i}-\sum {\dot {m}}_{c}h_{c}-{\frac {dE_{C.V.}}{dt}}\\&+\left[{\frac {dS_{C.V.}}{dt}}-\sum {\frac {{\dot {Q}}_{j}}{T_{j}}}-\sum {\dot {m}}_{i}s_{i}+\sum {\dot {m}}_{c}s_{c}\right]\end{aligned}}}
유사 항을 조합하고 재배치하면 다음과 같다.

| {\displaystyle {\begin{aligned}{\dot {W}}^{rev}&=\sum \left(1-{\frac {T_{0}}{T_{j}}}\right)\cdot {Q}_{j}\\&+\sum {\dot {m}}_{i}\left(h_{i}-T_{0}s_{i}\right)-\sum {\dot {m}}_{c}\left(h_{c}-T_{0}s_{c}\right)\\&-\left[{\frac {dE_{C.V.}}{dt}}-T_{0}{\frac {dS_{C.V.}}{dt}}\right]\end{aligned}}} | \| \| \| \| \| \| \| \| | (h) |
| |                         |     |
| |                         |     |
열전달에 의한 가역일은 독립적인 것으로 나타난다. 마치 가가의 열이 카르노 열기관을 통하여 낮은 온도 T0    로 전달되면서 일을 생산하는 것과 같다. 각 유동은 고유의 가역 일을 만들어 낸다. 저장항은 마지막 대괄호 안에 나타내었다. 이 결과는 일반적인 검사 체적에 의해 생산되는 일률의 이론적인 상한 극한치를 나타내며, 실제 일과 비교하여 실제 검사 체적을 평가하는 수단을 제공한다. 이 가역 일과 실제 일의 차이를 비가역성(irreversibiliI    라 한다. 즉
{\displaystyle {\dot {I}}={\dot {W}}^{rev}-{\dot {W}}_{C.V.ac}}
이다. 이것은 이론적으로 가능한 값과 실제 생산값의 차이를 나타내며 손실일(lost work)이라고도 한다. 그러나 에너지 손실이 있는 것은 아니다. 에너지는 보존되므로 이는 어떤 다른 형태의 에너지를 일로 전환할 수 있는 기회의 손실이다. 비가역성을 다른 형태로 표현하기 위해 식 (f), (g)를 이용하면
{\displaystyle {\dot {I}}={\dot {W}}^{rev}-{\dot {W}}_{C.V.ac}={\dot {Q}}_{0}^{rev}=T_{0}{\dot {S}}_{genac}}
이 된다. 즉 비가역성은 엔트로피 생성량에 직접 비례하지만 에너지 단위로 나타내며, 이를 위해 필요한 것은, 일반적으로 사용이 가능한 고정된 그리고 알려진 기준 온도 T0이다. 가역일이 실제일보다 양(1)의 비가역성만큼 크다는 것에 유의한다. 장치가 터빈 또는 팽창일이 있는 엔진의 피스톤-실린더일 때에는 실제일은 양수이고 가역일은 그보다 크다. 따라서 더 많은 일을 가역 과정에서 생산할 수 있다. 반면에 장치가 펌프나 압축기처럼 입력일을 필요로 할 때에는 실제일은 음수이고 가역일은 0에 가까운 큰 값이다. 따라서 가역 장치가 적은 입력일을 필요로 한다. 이를 그림5에 나타내었으며, 양의 실제일을 경우 1로, 음의 실제일을 경우 2로 표시하였다.
그림 5 실제 일률과 가역 일률

## 참고자료
- Fundamentals Of Thermodynamics –Claus Borgnakke/Richard E.Sonntag